# Траян Лакавишки
Траян Кръстев Стоилов, известен като Траян Лакавишки, е български революционер, войвода на Вътрешната македонска революционна организация.

## Биография
Роден е в щипското село Люботен, тогава в Османската империя, днес в Северна Македония. Остава без образование. Участва във възстановяването на ВМРО след 1919 година. От 1923 до 1934 година е войвода в Щипско. При едно нападение над сръбска част при село Люботен четата на Траян Лакавишки и Григор Хаджикимов, в която е и Владо Черноземски, унищожава 20 войници.
Убит е от комунисти край Кюстендил след Деветосептемврийския преврат в 1944 година.

## Галерия
- Четата на Траян Лакавишки на поход. Последният е Владо Черноземски.
- Лакавишката чета на Траян Лакавишки (най-вляво), втори отляво е Владо Черноземски.